# Wapen van Dendermonde

Het wapen van Dendermonde

Het wapen van Dendermonde werd op 7 oktober 1818  per besluit van de Hoge Raad van Adel aan de Oost-Vlaamse gemeente Dendermonde toegekend. De huidige versie werd op 13 juni 1989 per Ministerieel Besluit toegewezen.

## Blazoeneringen
Het wapen heeft in totaal vier versies, en evenzoveel blazoeneringen, gekend. Hieronder de vier verschillende versies:

### Eerste versie
De eerste blazoenering luidt als volgt:
Van zilver beladen met een rooden dwarsbalk, het schild gedekt met een muurkroon en ter wederzijde vastgehouden door een klimmenden leeuw van goud.
Het wapen is zilver van kleur met daarop een rode dwarsbalk. Op het schild staat een gouden muurkroon van vijf torens. De twee schildhoudende leeuwen zijn van goud. Niet vermeld is de ondergrond waarop zij staan: een groene palmtak.

### Tweede versie
De tweede blazoenering is in het Frans en luidt als volgt:
D'argent à la fasce de gueules l'écu ayant pour supports deux lions d'or & pour timbre une couronne murale de même.
Het wapen is ongewijzigd in vorm.

### Derde versie
De derde beschrijving luidt als volgt:
In zilver een dwarsbalk van keel. Het schild gedekt met een muurkroon van goud. Schildhouders: twee leeuwen van goud.
Ook nu is alleen de beschrijving gewijzigd en de verschijningsvorm van het wapen niet.

### Vierde versie
De vierde, tevens huidige, omschrijving van het wapen luidt als volgt:
In zilver een dwarsbalk van keel. Het schild getopt met een stedekroon met drie torens van goud en gehouden door twee leeuwen van hetzelfde.
Het wapen en de schildhouders zijn ongewijzigd. De muurkroon wordt echter weergegeven als een muurkroon met drie torens, in plaats van vijf.

## Geschiedenis
Dendermonde gebruikte in de 13e eeuw voor het eerst een eigen wapen, nadat het in 1233 stadsrechten heeft verkregen. De oudste twee bekende zegels zijn uit 1246 en 1267. Het wapen is mogelijk afgeleid van het wapen van de heren van Dendermonde die in de 12e eeuw over het gebied regeerden. De kleuren zijn bekend van afbeeldingen uit de 16e eeuw.
In 1818 kreeg Dendermonde van de Hoge Raad van Adel een wapen toegekend, dit kon nog omdat Dendermonde bij het Verenigd Koninkrijk der Nederlanden behoorde. Bij het wapen werden de externe versierselen (schildhouders en kroon) toegevoegd.